# Norbert Jaskot
Norbert Stanisław Jaskot (ur. 19 lipca 1971 w Poznaniu) – polski szablista, dwukrotny medalista mistrzostw świata, trzykrotny olimpijczyk. 
Podczas mistrzostw świata w La Chaux-de-Fonds w 1998 roku Polacy w składzie: Norbert Jaskot, Marcin Sobala, Rafał Sznajder i Dariusz Gilman zdobyli brązowy medal w turnieju drużynowym. Na rozgrywanych rok później mistrzostwach świata w Seulu zdobył srebrny medal.. Był też między innymi czwarty w tej konkurencji na mistrzostwach świata w Lizbonie w 2002 roku.
Wystartował na igrzyskach olimpijskich w Barcelonie w 1992 roku, plasując się na szóstym miejscu w rywalizacji drużynowej. Na rozgrywanych cztery lata później igrzyskach olimpijskich w Atlancie był czwarty drużynowo i czternasty indywidualnie. Brał też udział w igrzyskach olimpijskich w Sydney w 2000 roku, gdzie zajął siódme miejsce drużynowo, a indywidualnie zajął 26. miejsce. 
Na mistrzostwach Europy w Płowdiwie w 1998 roku razem z kolegami z reprezentacji zdobył drużynowo złoty medal.
Był zawodnikiem AZS Poznań. Wielokrotny medalista mistrzostw Polski. Ponadto jest jednym z czterech Polaków, którzy wygrali Turniej Szermierczy "O Szablę Wołodyjowskiego". 